# Marianne Faithfull
Marianne Evelyn Gabriel (Marianne) Faithfull (Hampstead (Londen), 29 december 1946 – aldaar, 30 januari 2025) was een Britse zangeres, die ontdekt werd door Andrew Loog Oldham, toen ze een feestje van The Rolling Stones bijwoonde.

## Levensloop

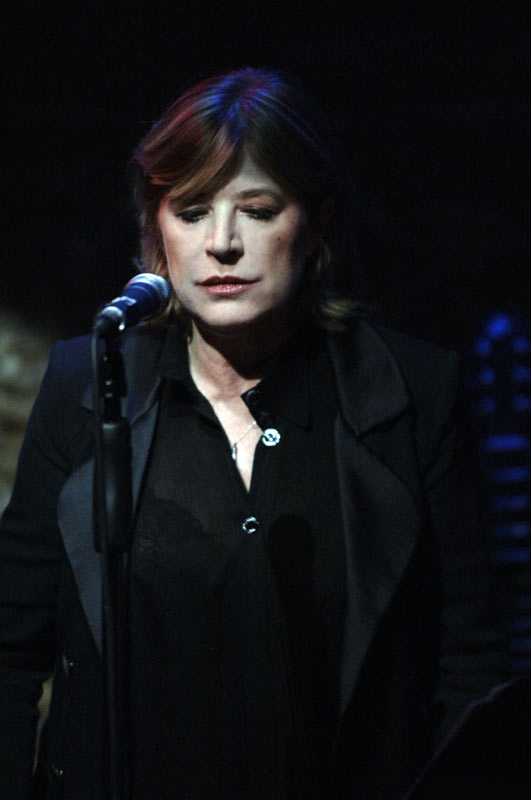
Marianne Faithfull in 2008

Ze begon haar carrière in 1964 met het nummer As Tears Go By (geschreven door Mick Jagger en Keith Richards). In Nederland scoorde ze in die tijd (1965) met Summer Nights. Al snel had ze een relatie met Jagger, hoewel ze getrouwd was en een zoon had. Na een miskraam van een dochter ging haar relatie met Mick Jagger uit. Ze stopte tijdelijk met de muziek om van haar drugsverslaving af te komen. Ze woonde twee jaar lang op straat, niet in staat om af te kicken. Toen het haar toch lukte haar verslaving te overwinnen, was haar stem sterk veranderd.
In 1979 kwam ze terug met Broken English, met daarop haar tweede en in Nederland grootste hit The Ballad of Lucy Jordan. In 1981 kwam een derde en vooralsnog laatste single uit: Sweetheart. Broken English werd in 1993 opnieuw een hit in het Verenigd Koninkrijk door een cover van de dancegroep Sunscreem. In 1994 kwam de autobiografie Faithfull op de markt. Ze was in 1997 te horen in het nummer The Memory Remains van Metallica, waarin ze de achtergrondzang voor haar rekening nam. In 2002 kwam ze weer met een soloalbum, getiteld Kissin' Time. Dit album werd gevolgd door Before the Poison uit 2004. Hits in Nederland leverden deze albums niet op.
Op 14 september 2006 werd bekendgemaakt dat Faithfull borstkanker had en daarom haar tournee moest afbreken. Op 11 oktober 2006 werd ze geopereerd in Frankrijk. Omdat de ziekte in een zeer vroeg stadium werd ontdekt, was verdere behandeling niet nodig. Op 26 april 2008 keerde ze terug voor een concert in Muziekcentrum Frits Philips in Eindhoven.
In 2007 speelde ze Irina Palm in de gelijknamige speelfilm, als oma die bij een seksclub gaat werken om geld te verdienen voor een operatie van haar zieke kleinzoon.
In 2014 verscheen haar album Give my love to London. In 2018 kwam ze terug met het positief onthaalde Negative Capability. Hiervoor werkte ze samen met onder anderen Ed Harcourt, Nick Cave en Warren Ellis.
Faithfull overleed op 30 januari 2025 op 78-jarige leeftijd.

## Bibliografie

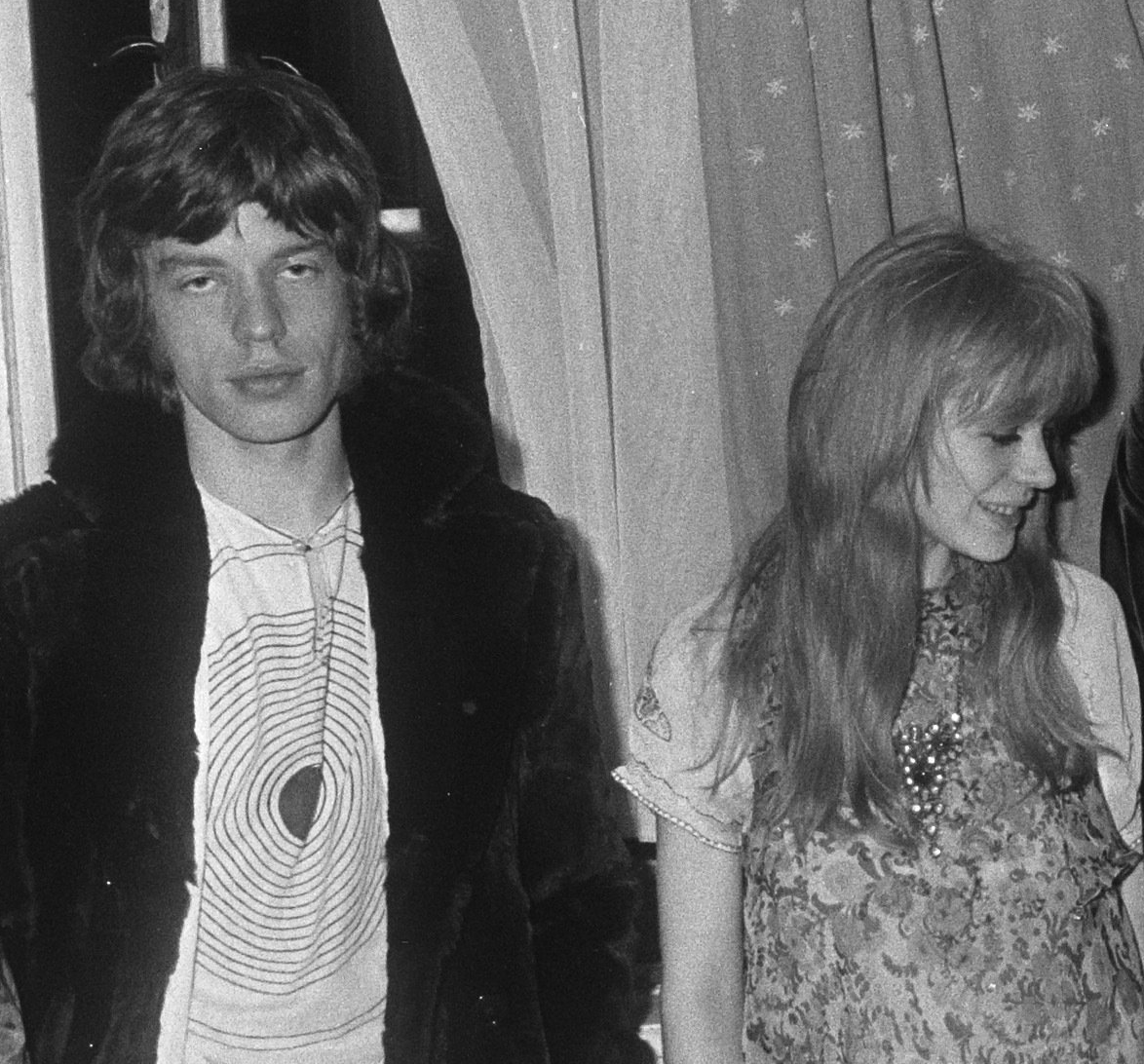
Met Mick Jagger in 1967

## Discografie

### Albums
| Album met eventuele hitnotering(en) in de Nederlandse Album Top 100 | Datum van verschijnen | Datum van binnenkomst | Hoogste positie | Aantal weken | Opmerkingen |
| ------------------------------------------------------------------- | --------------------- | --------------------- | --------------- | ------------ | ----------- |
| Broken English                                                      | 1979                  | 22-12-1979            | 25              | 11           |             |
| Dangerous Acquaintances                                             | 1981                  |                       |                 |              |             |
| A child's adventure                                                 | 1983                  | 19-03-1983            | 33              | 6            |             |
| Strange weather                                                     | 1987                  | 01-08-1987            | 41              | 10           |             |
| Blazing away                                                        | 1990                  | 05-05-1990            | 42              | 7            |             |
| A Secret Life                                                       | 1994                  |                       |                 |              |             |
| 20th Century Blues                                                  | 1996                  |                       |                 |              |             |
| The Seven Deadly Sins                                               | 1998                  |                       |                 |              |             |
| Vagabond Ways                                                       | 1999                  |                       |                 |              |             |
| Before the Poison                                                   | 2004                  |                       |                 |              |             |
| Easy come easy go                                                   | 14-11-2008            | 22-11-2008            | 52              | 10           |             |
| Horses and high heels                                               | 28-01-2011            | 05-02-2011            | 78              | 1            |             |
| Negative Capability                                                 | 2018                  |                       |                 |              |             |

| Album met hitnotering(en) in de Vlaamse Ultratop 200 albums | Datum van verschijnen | Datum van binnenkomst | Hoogste positie | Aantal weken | Opmerkingen |
| ----------------------------------------------------------- | --------------------- | --------------------- | --------------- | ------------ | ----------- |
| Kissin' time                                                | 19-02-2002            | 23-03-2002            | 40              | 2            |             |
| Before the poison                                           | 27-09-2004            | 02-10-2004            | 29              | 8            |             |
| Easy come easy go                                           | 2008                  | 22-11-2008            | 38              | 14           |             |
| Horses and high heels                                       | 2011                  | 12-02-2011            | 46              | 1*           |             |

### Singles
| Single met eventuele hitnotering(en) in de Nederlandse Top 40 | Datum van verschijnen | Datum van binnenkomst | Hoogste positie | Aantal weken | Opmerkingen              |
| ------------------------------------------------------------- | --------------------- | --------------------- | --------------- | ------------ | ------------------------ |
| Summer nights                                                 | 1965                  | 11-09-1965            | 26              | 7            |                          |
| The ballad of Lucy Jordan                                     | 1979                  | 08-12-1979            | 15              | 8            | #19 in de Single Top 100 |
| Sweetheart                                                    | 1981                  | 03-10-1981            | tip16           | -            |                          |

### NPO Radio 2 Top 2000
| Nummers met noteringen in de NPO Radio 2 Top 2000 | '99  | '00  | '01  | '02  | '03 | '04  | '05  | '06 | '07  | '08  | '09  | '10  | '11  | '12  | '13  | '14  | '15  | '16  | '17  | '18  | '19  | '20  | '21  | '22  | '23  | '24  |
| ------------------------------------------------- | ---- | ---- | ---- | ---- | --- | ---- | ---- | --- | ---- | ---- | ---- | ---- | ---- | ---- | ---- | ---- | ---- | ---- | ---- | ---- | ---- | ---- | ---- | ---- | ---- | ---- |
| As Tears Go By                                    | 1031 | -    | 1251 | 1287 | 978 | 1060 | 1248 | 914 | 1096 | 1049 | 1105 | 1194 | 1237 | 1271 | 1487 | 1698 | -    | -    | -    | -    | -    | -    | -    | -    | -    | -    |
| Summer Nights                                     | 1628 | 1522 | -    | -    | -   | 1985 | -    | -   | -    | -    | -    | -    | -    | -    | -    | -    | -    | -    | -    | -    | -    | -    | -    | -    | -    | -    |
| The Ballad of Lucy Jordan                         | 732  | 644  | 791  | 723  | 905 | 715  | 688  | 835 | 975  | 798  | 1003 | 1097 | 1255 | 1487 | 1452 | 1383 | 1873 | -    | -    | -    | -    | -    | -    | -    | -    | -    |
| The Memory Remains (met Metallica)                | -    | -    | -    | -    | -   | -    | -    | -   | -    | -    | -    | -    | -    | -    | -    | -    | -    | 1733 | 1957 | 1630 | 1399 | 1645 | 1491 | 1303 | 1450 | 1702 |

1. ↑  Een '-' betekent dat het nummer niet was genoteerd en een vetgedrukt getal geeft de hoogste notering van een nummer aan.

### Dvd's
| Dvd's met hitnoteringen in de Nederlandse DVD Music Top 30 | Datum van verschijnen | Datum van binnenkomst | Hoogste positie | Aantal weken | Opmerkingen |
| ---------------------------------------------------------- | --------------------- | --------------------- | --------------- | ------------ | ----------- |
| No exit                                                    | 2016                  | 15-10-2016            | 15              | 2            |             |

### Autobiografie
- 1994 – Marianne Faithfull: de autobiografie. Marianne Faithfull en David Dalton ; [vert. uit het Engels: Piet de Bakker ... et al.]. 's-Gravenhage: BZZTôH. ISBN 90-6291-996-0
- 2007 – Memories, dreams & reflections. Marianne Faithfull with David Dalton. London: Fourth Estate. ISBN 0007245807

### Secundaire literatuur
- 1991 – As tears go by: Marianne Faithfull. Mark Hodkinson. London: Omnibus Press. ISBN 0711924015
- 2013 – Marianne Faithfull. Mark Hodkinson. London: Omnibus. ISBN 1780388373

## Trivia
- In 1979 heeft Faithfull het nummer Broken English van het gelijknamige album opgedragen aan Ulrike Meinhof.
- Het nummer Carrie-Anne van The Hollies is vernoemd naar haar, alleen was de tekstschrijver Graham Nash te verlegen om haar echte naam te gebruiken.

- Bibsys: 2050710
- Biblioteca Nacional de España: XX877250
- Bibliothèque nationale de France: cb13893766d (data)
- CiNii: DA11027348
- Gemeinsame Normdatei: 119122448
- International Standard Name Identifier: 0000 0001 2141 8930
- Library of Congress Control Number: n91026554
- Nationale Bibliotheek van Letland: 000072181
- MusicBrainz: 14ed9dea-1bb0-4743-ba32-39674a71da89
- Bibliotheek van het Japanse parlement: 00620649
- Nationale Bibliotheek van Tsjechië: ola2002159273
- Nationale bibliotheek van Australië: 35865984
- Nationale Bibliotheek van Israël: 987007428877205171
- Nationale Bibliotheek van Polen: a0000001851540
- Nationale en Universitaire bibliotheek Zagreb: 000415159
- Nederlandse Thesaurus van Auteursnamen: 071046631
- Réseau des bibliothèques de Suisse occidentale: 02-A003229537
- Istituto Centrale per il Catalogo Unico: RAVV089569
- SNAC: w6db95z1
- Système universitaire de documentation: 034393064
- Trove: 1122384
- Union List of Artist Names: 500375011
- Virtual International Authority File: 84975025
- WorldCat: E39PBJw8WGjgP49GTb9gqprcyd